# Drapeau de Tristan da Cunha

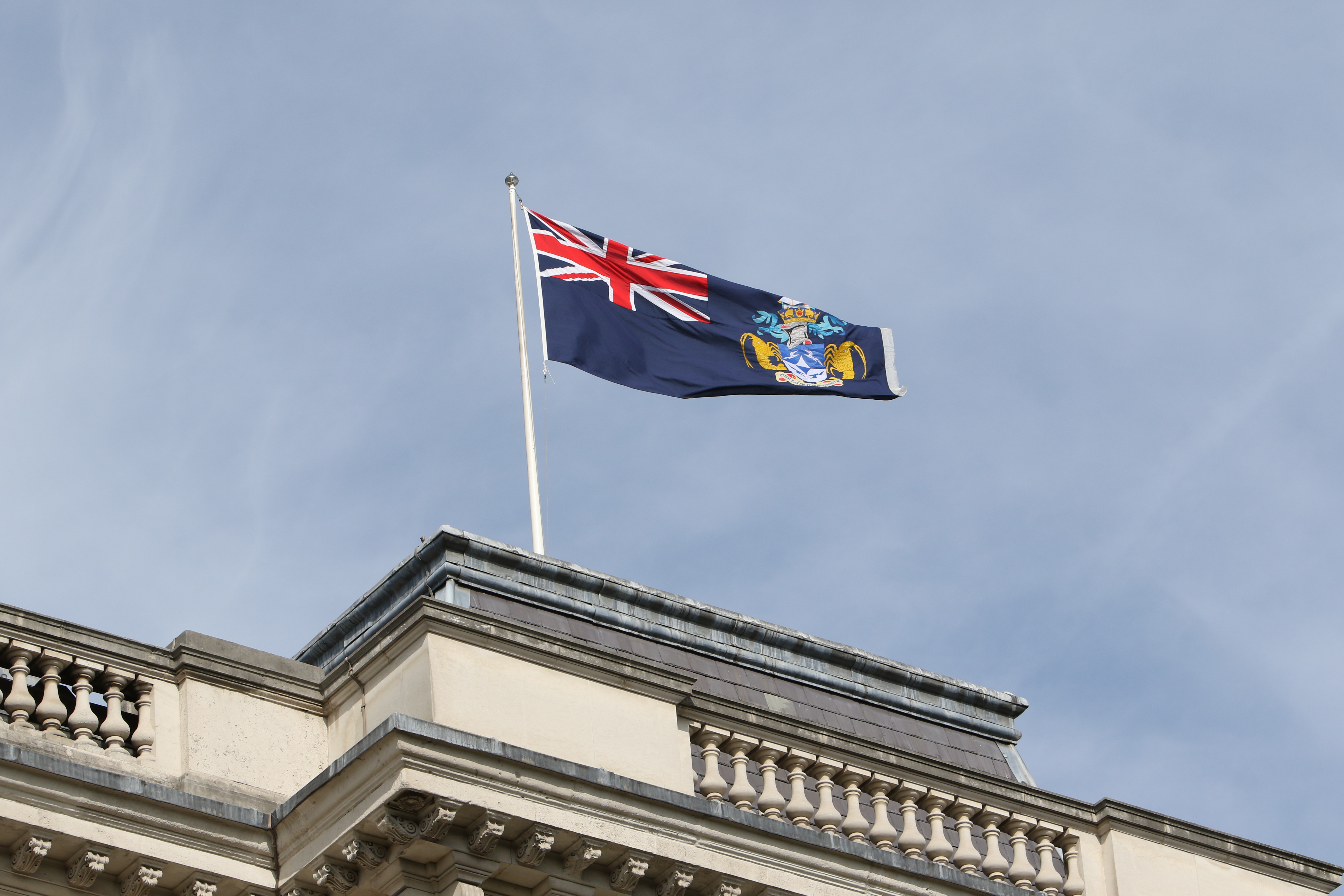
Drapeau au vent

Drapeau du gouverneur

Le drapeau de Tristan da Cunha est adopté le 20 octobre 2002 lors d'une proclamation faite par le gouverneur de Sainte-Hélène, Ascension et Tristan da Cunha en vertu d'un Royal Warrant accordé par la reine Élisabeth II. Précédemment, l'archipel de Tristan da Cunha, considéré comme une dépendance de Sainte-Hélène, utilisait le drapeau de Sainte-Hélène à des fins officielles.

L'ancien drapeau de Tristan da Cunha lorsque l'île utilisait celui de Saint-Hélène.

Il est conçu par le vexillologue Graham Bartram.
Le drapeau est basé sur le Blue Ensign avec les armoiries de l'archipel sur le battant ; il est constitué d'un blason blanc et bleu où figurent quatre albatros, encadré par deux langoustes. On retrouve sur le cimier le bateau de l'explorateur Tristan da Cunha et en bas la devise Our faith is our strength (« Notre foi est notre force »)